# Flakciteus
Flakciteus – król Rugiów naddunajskich znany z Żywota świętego Seweryna z Noricum Eugipiusza.

## Życiorys
Po śmierci Attyli, państwo Hunów rozpadło się, a dotychczas podlegające Hunom plemiona germańskie odzyskały niepodległość i wybrały sobie nowe ziemię. I tak Rugiowie założyli w obecnej Dolnej Austrii własne państwo Rugiland. Jedynym źródłem o jego historii jest wspomniany wyżej Żywot.
Lata panowania Flakciteusa nie są znane. Jego rezydencję królewską lokalizuje się po północnej stronie Dunaju, po przeciwnej stronie Fawianis (ob. Mautern), w okolicy dzisiejszego Krems. Miał zasięgać rady u Seweryna w związku z walkami Rugiów z Ostrogotami. Ok. 467 r. Ostrogoci napadli z Panonii Noricum, a w 469 r. w bitwie nad rzeką Bolia zwyciężyli Rugiów. Kiedy później (472) część Ostrogotów pod wodzą Valamira opuściła Panonię i udała się do Italii państwo Rugiów powiększyło się o tę ziemię. Zamieszkująca je ludność rzymska zasiedliła miasta podległe Rugiom i płacąc haracz podlegała jej protektoratowi. Głównym zajęciem św. Seweryna było wówczas regulowanie stosunków polityczno-społecznych między Rzymianami a Rugiami.
Po Flakciteusie władzę objął w 475 r., jego syn Feleteus zw. Fewa ożeniony z Gizo, krewną króla Ostrogotów Teodoryka Wielkiego. Kiedy Seweryn umarł (482) brat króla Ferderuch z żądzy chciwości okradł celę św. Seweryna, położoną w pobliżu założonego przez niego klasztoru w Fawianis. Po miesiącu został jednak zabity przez syna pary królewskiej Fryderyka zw. Rugijskim, który zwrócił skradzione rzeczy mnichom. 
W 487 r. cesarz bizantyjski Zenon nakłonił Rugiów by zaatakowali panującego w Italii Odoakra. Ten jednak zdołał wyprzedzić atak. Pojmał Feleteusa i Gizo (później kazał ich stracić), ale Fryderyk mu uciekł. Kiedy w 488 r. pojawił się ponownie w Noricum, Odoaker wysłał wojsko pod wodzą swego brata Onoulfa (Onowulfa) i ten przepędził królewicza, który udał się pod opiekę do Teodoryka Wielkiego. Wydarzenia te położyły kres istnienia państwa Rugiów. Odoaker przeprowadził następnie ewakuacje ludności rzymskiej z jego terenów do Italii (mnisi uchodząc zabrali ze sobą szczątki św. Seweryna), jednak już nie zdążył przyłączyć go do swego państwa. Przyczyną tego był nasłany przez cesarza Zenona Teodoryk Wielki. W trzech bitwach zwyciężył Odoakra (489), a po trzech latach oblegania go w Rawennie własnoręcznie zabił (493). Zabronił też jego pochówku, co było zemstą za zabicie Gizo.

### Spotkanie Odoakra ze św. Sewerynen (ok. 469/470)
Był to (Odoaker) młodzieniec wysokiego wzrostu, ubrany wtedy bardzo skromnie. Kiedy musiał się pochylić, by nie dotknąć głową sufitu mizernej celi, mąż Boży wyjawił mu jego sławną przyszłość. Na pożegnanie bowiem powiedział do niego tak: „Idź do Italii, idź; teraz przywdziany jesteś w bardzo liche skóry, lecz wkrótce będziesz hojnie nagradzał wielu”.

### Źródła historyczne
- Eugipiusz, Żywot św. Seweryna. Reguła, przeł. i opr. ks. Kazimierz Obrycki, z serii: „Źródła monastyczne” nr 13, Wydawnictwo Benedyktynów, Tyniec-Kraków 1996.
- Excerpta Valesiana (Anonymus Valesianus), przeł. i oprac. Lidia Winniczuk, [w:] „Meander” R. 17 (1962), s. 163-172 i 327-337.
- Edward Zwolski, Kasjodor i Jordanes. Historia gocka czyli scytyjska Europa, Wydawnictwo Towarzystwa Naukowego Katolickiego Uniwersytetu Lubelskiego, Lublin 1984. [przekład Getici Jordanesa]

### Opracowania
- Magdalena Mączyńska, Wędrówki ludów. Historia niespokojnej epoki IV i V w., PWN, Warszawa-Kraków 1996.
- Marek Wilczyński, Germanie w służbie zachodniorzymskiej w V w. n.e. Studium historyczno-prosopograficzne, Wydawnictwo Naukowe Akademii Pedagogicznej, Kraków 2001.
- Herwig Wolfram, Historia Gotów, przeł. Renata Darda-Staab, Irena Dębek, Krystyna Berger, z serii: „Narody i Cywilizacje”, Dom Wydawniczy Bellona, Wydawnictwo MARABUT, Warszawa-Gdańsk 2003.